# 新竹市文化局影像博物館

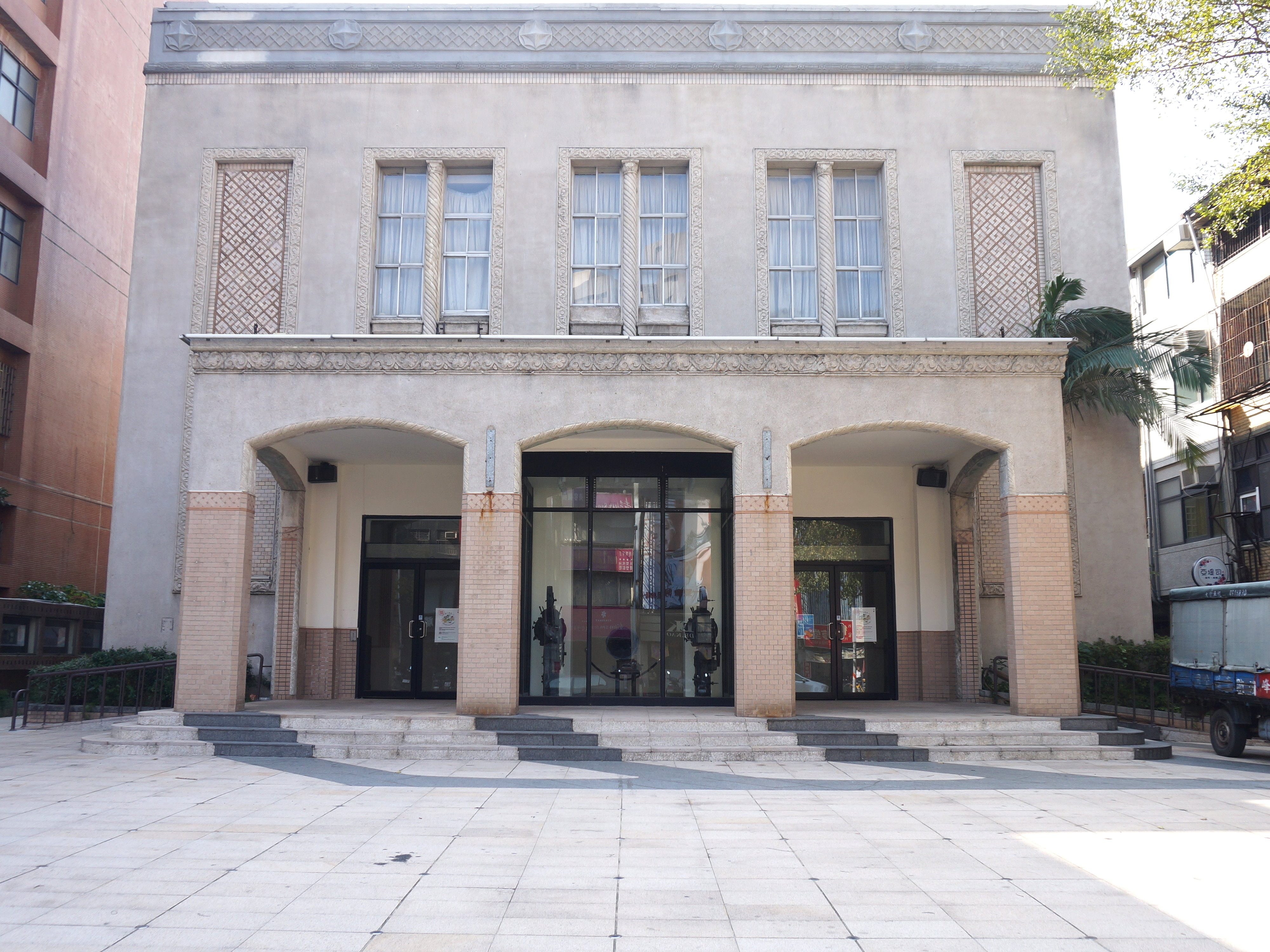
新竹市文化局影像博物館

新竹市文化局影像博物館（英語：Image Museum of Hsinchu City）位於台灣新竹市，於1933年啟用時名為「新竹市有樂館」，為當時新竹市首座擁有換氣設備的公共建築戲院。在新竹市市長蔡仁堅任內規劃建設，並於2000年重新啟用與定名為「新竹市文化局影像博物館」，目前做為電影文物典藏、展示、播放、研究及教育推廣等用途。
2022年1月22日，由在地藝文團體鴻梅文創以「或者光盒子」為名重新開幕，正式重新成為電影院，保留部分博物館展覽，並設有書店、餐酒館等設施。

## 歷史沿革
- 1933年 開幕啟用，日治時代時稱「新竹市營有樂館」[1]。
- 1944年 二次大戰中遭到轟炸，二樓毀損了約三分之一。
- 1946年 日本戰敗，中華民國接管臺灣後，重新整修，改名為「國民大戲院」；並將原有的五百個席次擴充為七百個席次[3][4]。
- 1982年 7月1日新竹縣市分治，國民大戲院為新竹市政府所有，繼續經營[5]。
- 1991年 由於錄影帶出租業興起，娛樂媒體不斷推陳出新，戲院逐漸經不起市場考驗，暫停營業。
- 1996年 文建會「全國文藝季」於荒廢閒置的國民戲院廣場舉辦「風城情波」系列活動。並在童勝男市長及新竹市立文化中心、多位地方賢達及電影學者奔走規劃下，委託國家電影資料館提出「影像博物館」的藍圖。
- 1998年 由文建會撥款進行「國民戲院設置影像博物館及再生利用計畫」規劃設計，除整建國民戲院外，為增加展覽空間，於後方增建四層樓建築物。
- 1999年 3月8日開工，「新竹市立影像博物館」遂應運而生[3][4]。
- 2000年 5月21日落成啟用，改名為「新竹市立影像博物館」[5]。
- 2022年 1月22日改為「或者光盒子」影院，選片以影展片、藝術電影為主，並設有常設展、書店、餐酒館等[6]。
- 2023年 8月31日，「或者光盒子」與新竹市政府解除契約並結束營業[7]。

## 建築特色
其建築形式融合古羅馬與阿拉伯建築風味，並已有防火巷、防火梯之設計，為日治時代台灣僅有三家現代化劇場之一，也是日本殖民政府展示國力的豪華型公共建築之一。以不同層次形狀之屋面改變一般RC建築的呆滯規則外型，塑造出優美的天空線，入口區設計為閩南風味的曲折、迴廊及庭院景觀，全棟結構採用剪力牆設計，故內部空間看不到一根柱子存在。

## 展示設施
館內設施有多功能視聽室、影像文物展示區、國民電影廳、大廳玄關、露天放映機。

## 外部連結
- 新竹市文化局影像博物館 （页面存档备份，存于）

24°48′18″N 120°58′11″E / 24.804907°N 120.969603°E